# Dreadnought-Streich

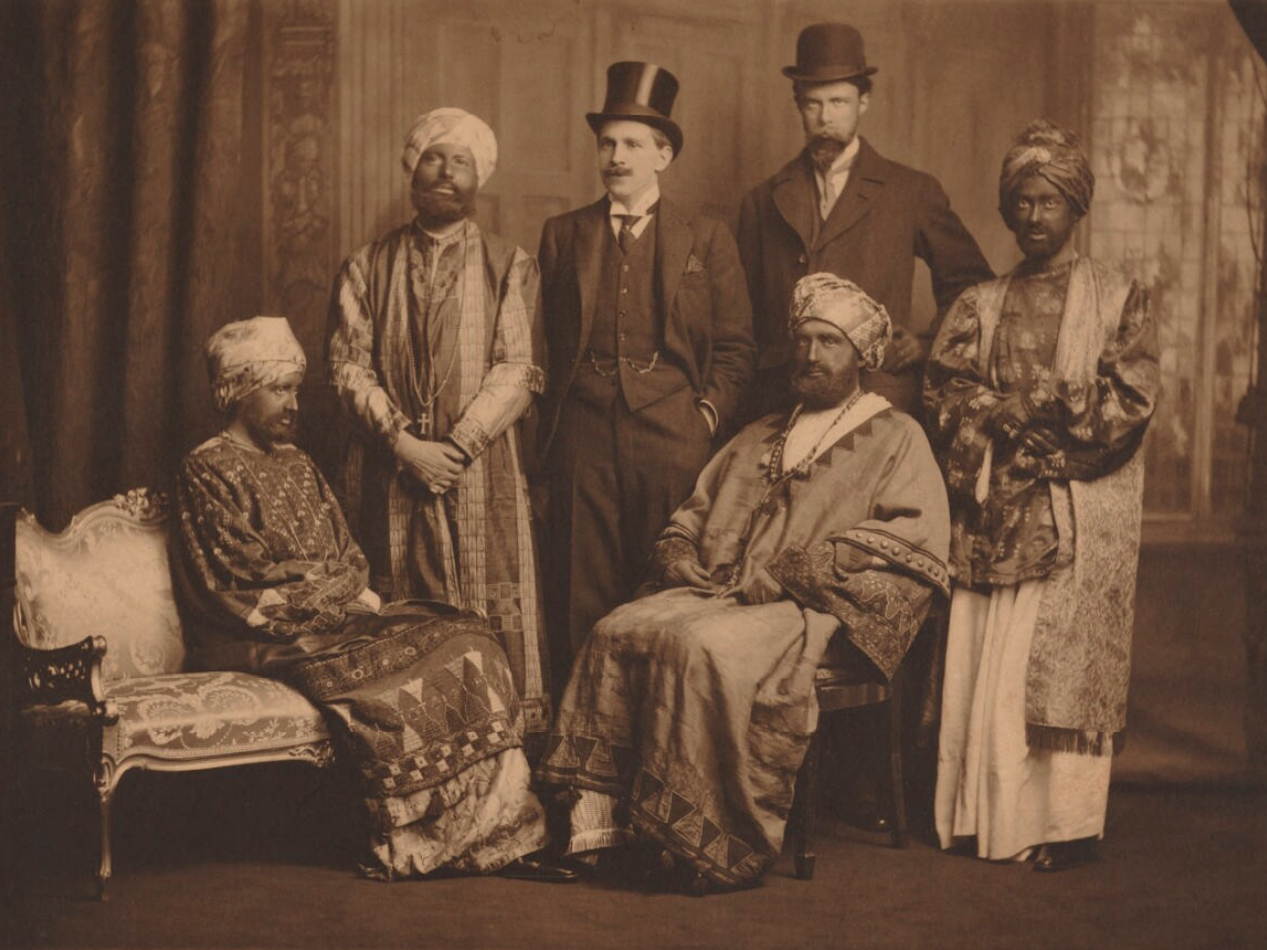
Der angebliche Prinz Makalen von Abessinien und sein Gefolge (links Virginia Stephen als „Prinz Sanganya“, Dritter von links Horace de Vere Cole als „Herbert Cholmondely vom Foreign Office“)

Der Dreadnought-Streich war eine von Horace de Vere Cole initiierte, scherzhafte Aktion über den Besuch des angeblichen Prinzen Makalen von Abessinien und seines Gefolges auf der HMS Dreadnought, dem damaligen Flaggschiff der britischen Home Fleet, im Februar 1910. Cole brachte den Oberbefehlshaber der Home Fleet, Admiral Sir William May, dazu, der vermeintlich königlichen Gruppe das Schiff zu zeigen. Dieser Vorfall lenkte die Aufmerksamkeit Großbritanniens auf die Aktivitäten der Bloomsbury Group, der einige von Coles Mitstreitern angehörten. Der Besuch stellte eine Wiederholung eines ähnlichen Streichs dar, den Cole und Adrian Stephen bereits 1905 als Studenten an der University of Cambridge veranstaltet hatten.

## Vorgeschichte

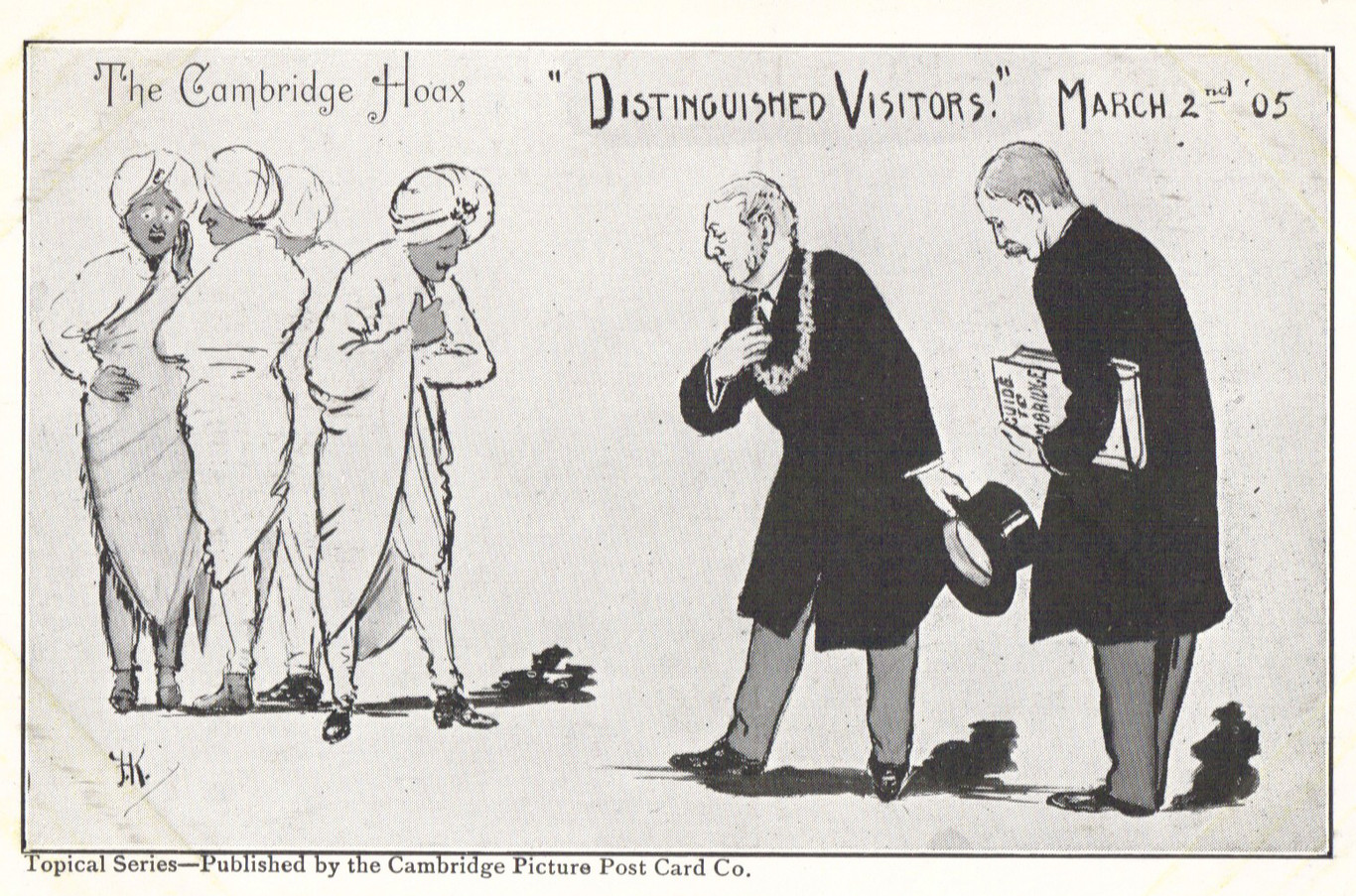
Postkarte des Sultan-von-Sansibar-Streichs

Als Vorläufer des Dreadnought-Streichs gilt ein Streich, den Adrian Stephen und Horace Cole dem Bürgermeister von Cambridge spielten. Sie schickten dem Bürgermeister ein Telegramm, in dem sie ihn baten, den Sultan von Sansibar und Teile seines Gefolges zu empfangen. Der Bürgermeister sagte zu, die notwendigen organisatorischen Maßnahmen zu treffen.
Die betreffenden Personen, darunter Stephen und Cole, kamen verkleidet mit dem Zug in Cambridge an. Da durch eine Zeitungsmeldung mit Bild bekannt geworden war, dass sich der Sultan an diesem Tag in London befand, teilte ein „Dolmetscher“, der die Gruppe begleitete, den Beamten in Cambridge mit, dass der Sultan sich im Buckingham Palace aufhalte und seinen Onkel, Prinz Mukasa Ali, gebeten habe, ihn zu vertreten. Die Gruppe wurde von Würdenträgern der Stadt empfangen und von einer großen Menschenmenge begeistert begrüßt. Die anschließende Presseberichterstattung über den Streich machte Horace Cole und Adrian Stephen bekannt, während der Bürgermeister von Cambridge vergeblich versuchte, sie von der Universität verweisen zu lassen.

## Ablauf

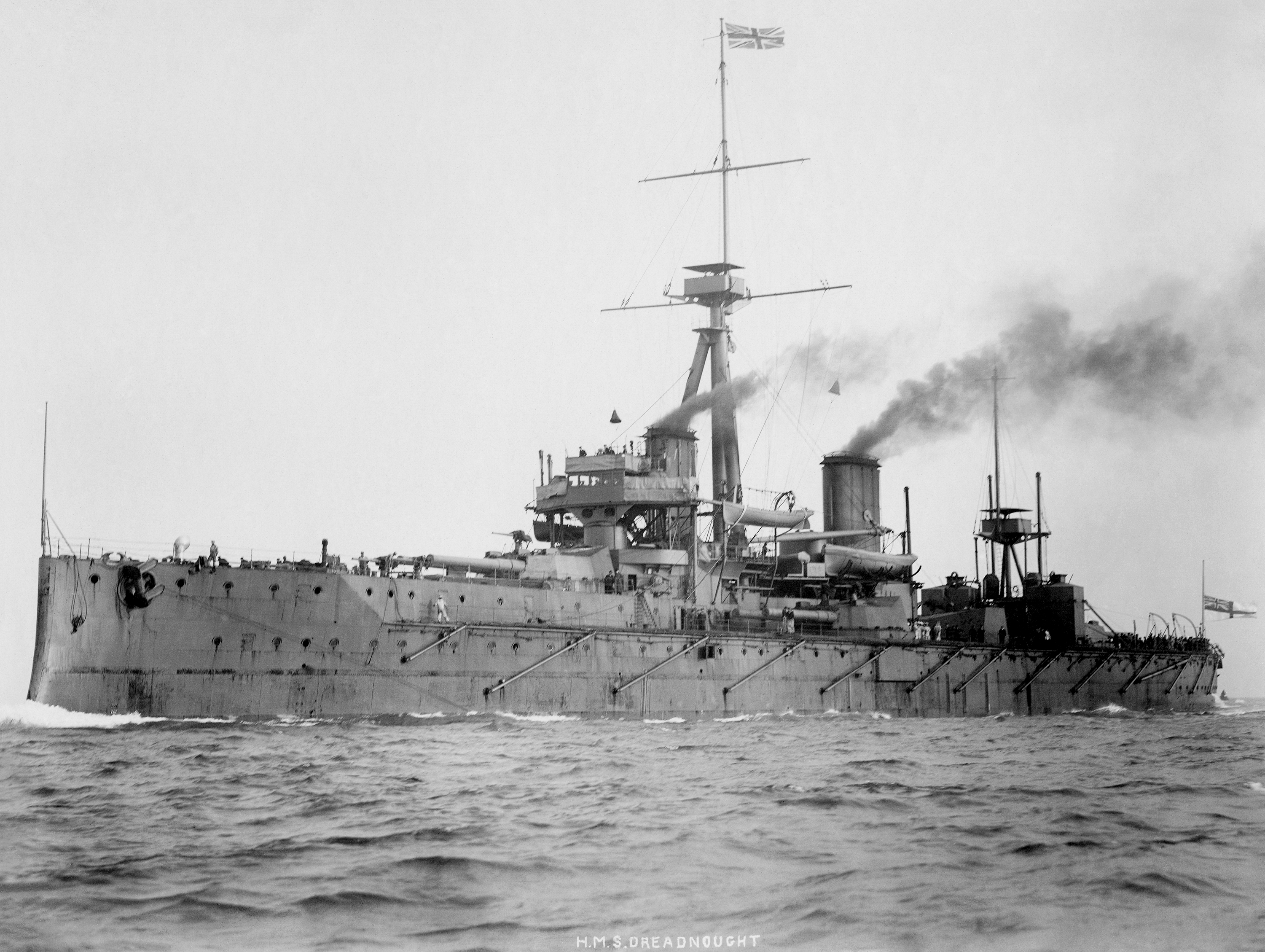
HMS Dreadnought (1906)

Cole hatte einen Freund, der Offizier auf der HMS Hawke war, einem Schiff der Kanalflotte. Damals war es üblich, dass junge Offiziere sich gegenseitig Streiche spielten, und die Offiziere der Hawke und der Dreadnought hatten eine kleine Fehde. Der Offizier der Hawke bat Cole, dessen Talent für Streiche bekannt war, auch der Dreadnought einen Streich zu spielen.
Die Mitwirkenden am Dreadnought-Streich waren Virginia Stephen, später bekannt als Virginia Woolf, die den Prinzen Sanganya spielte. Adrian Stephen, Virginias jüngerer Bruder, spielte den deutschen Übersetzer Georg Kaufmann. Horace de Vere Cole, Adrian Stephens Freund aus Cambridge, trat als Herbert Cholmondeley vom British Foreign Office auf, der die Gruppe begleitete. Anthony Buxton, ein Freund von Cole aus Cambridge, spielte Prinz Makalen, den Fürsten von Abessinien. Duncan Grant, ein Maler und Designer sowie späterer Freund von Vanessa Bell, Virginias und Adrians Schwester, spielte Prinz Mendax. Guy Ridley, ein Jurastudent, spielte Prinz Michael Golen. Im Hintergrund agierten Tudor Castle, ein Freund Coles, und Willy Clark, ein Bühnen- und Maskenbildner, der die Perücken und Kostüme besorgte und für die Maske verantwortlich war.

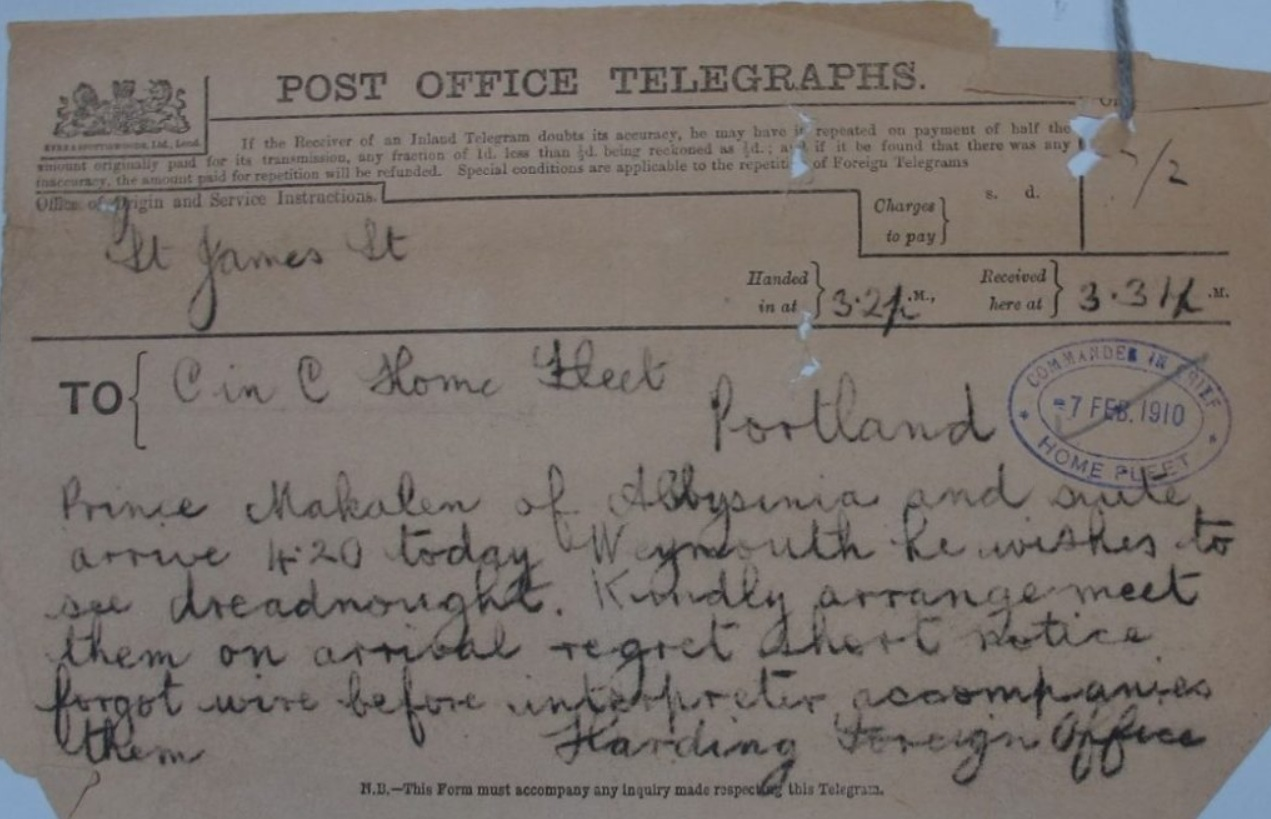
Telegramm, das Tudor Castle an Admiral May schickte

Die Teilnehmer trugen diamantbesetzte Seidenschals als Turbane und weiße Tuniken, über die prunkvolle Gewänder geworfen waren. Als Schmuck trugen sie goldene und juwelenbesetzte Halsketten und goldene Ringe. Prinz Makalen trug zusätzlich den „Kaiserorden von Äthiopien“. Die Gesichter waren dunkelbraun geschminkt und unter falschen Bärten und Schnurrbärten verborgen. Die Haare waren schwarz gefärbt und gelockt. Alle trugen spitz zulaufende Lackstiefel im orientalischen Stil.
Der Streich begann mit einem Telegramm, das von Tudor Castle an Admiral May, den Commander-in-chief der Home Fleet, geschickt wurde, kurz bevor die vermeintliche königliche Gruppe ankam. Darin wurde dem Admiral mitgeteilt, dass Prinz Makalen von Abessinien mit seinem Gefolge und einem Dolmetscher am Nachmittag in Weymouth eintreffe und um eine Führung durch die Dreadnought gebeten habe. Das Telegramm war unterzeichnet von „Harding, Foreign Office“. Cole hatte darauf spekuliert, dass May durch die kurze Vorlaufzeit keine Zeit bliebe, die Echtheit des Telegramms zu überprüfen.
Die Ankunft der Gäste wurde mit allen Ehren gefeiert und die Schiffskapelle spielte eine Nationalhymne, jedoch die falsche. Unter den Offizieren, die die Gruppe an Bord in Empfang nahmen, war auch der Cousin der Stephen-Geschwister, Flag Commander William Wordsworth Fisher. Adrian Stephen, der den deutschen Übersetzer spielte, täuschte einen deutschen Akzent vor und wurde von Fisher in seiner Verkleidung tatsächlich nicht erkannt. Die „Prinzen“ ließen sich das ganze Schiff einschließlich Funk und Bewaffnung zeigen und kommentierten anerkennend jedes neue Detail mit den Worten „Bunga Bunga“. Die Gruppe verbrachte etwa 45 Minuten an Bord und wurde danach mit der Pinasse des Admirals wieder an Land gebracht. Gegen 18 Uhr verließ die Gruppe Weymouth mit dem Zug.

## Nachwirkungen

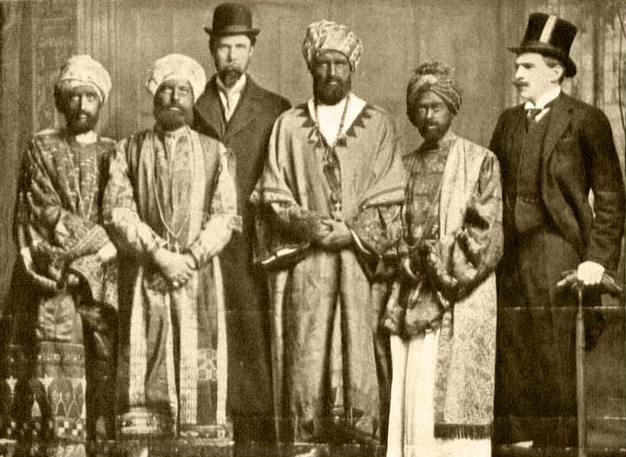
Teilnehmer des Dreadnought-Streichs (von links nach rechts: Virginia Stephen, Guy Ridley, Adrian Stephen, Anthony Buxton, Duncan Grant, Horace Cole)

Am nächsten Tag organisierte Cole einen Fotografen und ließ die Gruppe geschminkt und verkleidet fotografieren. Cole meldete sich beim Foreign Office und berichtete, dass er und seine Gruppe auf der Dreadnought als abessinische Prinzen empfangen worden seien. Sir Charles Hardinge informierte daraufhin die Admiralität, wo er erfuhr, dass am Vortag tatsächlich eine abessinische Delegation an Bord der Dreadnought empfangen worden war, nachdem bei Admiral May ein Telegramm in seinem Namen eingegangen war. Einige Tage später erschien die Geschichte im Daily Mirror, wo sie als „Dreadnought-Schwindel“ bezeichnet wurde. Es gab einen langen Artikel darüber und sie wurde als der dreisteste Schwindel in der Geschichte bezeichnet.
Die HMS Dreadnought war das erste moderne Schlachtschiff der Royal Navy. Sie galt als Symbol der Überlegenheit der britischen Marine sowie als das mächtigste und geheimste Kriegsschiff, das sich zu dieser Zeit auf See befand, und stand namensgebend für die Klasse der Dreadnought-Schlachtschiffe.
Für die Royal Navy, die sich damals im Flottenwettrüsten mit dem Deutschen Reich befand, war es daher äußerst peinlich, von einer Gruppe mit falschen Bärten und Kostümen hereingelegt worden zu sein. Die Geschichte wurde in der Presse breitgetreten und Matrosen wurden mit „Bunga, Bunga“-Rufen begrüßt. Zunächst wollte die Marineführung die Beteiligten formell anklagen. Jedoch waren die meisten Details des Vorfalls von Cole geliefert worden, so dass nicht zu erwarten war, dass sie vor Gericht verwendet werden könnten. Da eine Anklage nur noch mehr Aufmerksamkeit auf den Fall gelenkt hätte, wurde die Idee verworfen. Schließlich entschied man sich für eine informellere Bestrafung. Nach dem Vorbild britischer Internate erhielten einige Teilnehmer, mit Ausnahme von Virginia Stephen, symbolische Schläge mit einem Rohrstock auf das Gesäß.